# Jack James
Jack Evan James (1906 – 1964) foi um esgrimista britânico que participou dos Jogos Olímpicos de Verão de 1928, sob a bandeira da Grã-Bretanha.